# Luis Pérez (zapaśnik)
Luis Miguel Pérez Sosa (ur. 8 listopada 1988) – dominikański zapaśnik walczący w stylu wolnym. Olimpijczyk z Paryża 2024, gdzie zajął szesnaste miejsce w kategorii do 97 kg. Zajął dwudzieste miejsce na mistrzostwach świata w 2017 roku. 
Brązowy medalista igrzysk panamerykańskich w 2019 i dziewiąty w 2023. Zdobył sześć medali mistrzostw panamerykańskich w latach 2017-2024. Srebrny medalista igrzysk Ameryki Środkowej i Karaibów w 2023. Wicemistrz mistrzostw Ameryki Południowej w 2012 i 2014. Wicemistrz igrzysk boliwaryjskich w 2017 i 2022; trzeci w 2013 roku.